# 野島久雄
野島 久雄（のじま ひさお、1956年 - 2011年12月21日）は、日本の認知科学者。専門は認知科学、認知心理学。博士（情報科学）。
1956年、埼玉県浦和市（現・さいたま市）に生まれる。1979年、東京大学文学部卒業。1983年、東京大学大学院教育学研究科修士課程修了。NTT基礎研究所勤務を経て、2005年から成城大学社会イノベーション学部教授。2007年からは、人材育成と教育協議会会長を務めた。
1995年、日本認知科学会論文賞受賞。
2011年12月21日、直腸がんのため、死去。死後、日本認知科学会に野島久雄賞が設立された。

## 著書
- 『誰のためのデザイン？』（Donald A. Norman著、新曜社、1990年）
- 『女の能力、男の能力』(Doreen Kimura著、新曜社、2001年、共訳）
- 『方向オンチの科学』（講談社、2001年、共著）
- 『人が学ぶということ』（北樹出版、2003年、共著）
- 『<家の中>を認知科学する』 (新曜社、2004年、共著）
- 『服従実験とは何だったのか』 (Thomas Blass著、誠信書房、2008年、共訳)

## 共編著
- 『人が学ぶということ 認知学習論からの視点』今井むつみ,野島久雄共著、北樹出版 2003年
- 『新 人が学ぶということ 認知学習論からの視点』今井むつみ,岡田浩之,野島久雄共著、北樹出版、2012年